# Egon Schiele
Egon Schiele (Tulln na Dunavu, Austrija, 12. lipnja 1890. – Beč, 31. listopada 1918.), austrijski crtač i slikar.

## Životopis
Po završetku osnovne škole upisao je 1906. godine slikarstvo i crtanje na Akademiji lijepih umjetnosti u Beču, ali se ubrzo razočarao njenim konzervativizmom. Susreće slikara Gustava Klimta, koji nadalje utječe na njegov rad i život. Schiele napušta Akademiju 1909. godine i osniva Novu umjetničku grupu s drugim nezadovoljnim studentima.
Slikao je uglavnom u maniru secesije, pod Klimtovim uticajem. Sudjeluje na secesijskim izložbama tijekom sljedećih godina (1909. Kunstschau, Beč; 1911. i kasnije, München). Već oko 1910. slika portrete i pejzaže i u ekspresionističkom maniru i postaje tražen slikar, s odgovarajućom zaradom. Tome je doprinijelo prijateljstvo s likovnim kritičarem Arthurom Roesslerom i kolekcionarem Heinrichom Beneschom. Godine 1911. napušta Beč i živi u malim selima u Češkoj i Austriji sa sedamnaestogodišnjom ljubavnicom Walburgom Neuzil Wally. Vodi nekonformistički način života, pa ga iz prvog sela protjeruju, a u drugom uhićuju 1912. godine zbog zavođenja maloljetnice. Prilikom pretresa studija nađen je veliki broj erotskih crteža i slika. Sud ga ne osuđuje zbog zavođenja, nego zbog pornografije koja je bila dostupna djeci. Osuđen je na 24 dana zatvora, koje je izdržao. Nastavio je izlagati sa svojom Novom umjetničkom grupom: u Pragu 1910. i Budimpešti 1912. godine. Prvu samostalnu izložbu imao je u Münchenu 1913. godine, a sljedeću u Parizu 1914. godine. Godine 1915. godine oženio se je susjedom Edith Harms, koja je potekla iz srednjeg staleža. Iste godine mobiliziran je u austrijsku vojsku, ali je nastavio slikati brzim tempom. Veliku slavu doživio je na 49. izložbi secesije u Beču 1918. godine: prihvaćeno mu je pedeset radova i izloženo u glavnom hodniku. Cijene njegovih slika ponovo su porasle.
Umro je 31. listopada 1918. godine od španjolske gripe. Samo tri dana ranije umrla je i Edith od iste bolesti. Wally Neuzil, njegova višegodišnja muza koja ga je napustila kad se odlučio vjenčati s Edith, služi kao medicinska sestra u Dalmaciji te umire od šarlaha u Sinju 1917.

## Galerija
- Portret Wally Neuzil
- Smrt i djevojka

## Vanjske poveznice
- Egon Schiele (fr.)